# كهف الضبع
كهف الضبع (بالإنجليزية: Hyaena Cave)‏ هو كهف يقع ضمن أقاليم ما وراء البحار البريطانية في منطقة جبل طارق التابعة للتاج البريطاني.